# Мендур-Соккон
Мендур-Соккон (рос. Мендур-Соккон) — село Усть-Канського району, Республіка Алтай Росії. Входить до складу Мендур-Сокконського сільського поселення.
Населення — 699 осіб (2015 рік).
Село засноване 1720 року.